# Muiden
Muiden és un municipi de la província d'Holanda del Nord, al centre-oest dels Països Baixos. L'1 de gener de 2009 tenia 6.514 habitants repartits per una superfície de 36,51 km² (dels quals 22,06 km² corresponen a aigua). Limita a l'oest amb Diemen, a l'est amb Naarden i al sud amb Weesp.

## Nuclis de població
Muiden i Muiderberg.